# Gretha Islands
Die Gretha Islands (norwegisch Grethas Øer) sind eine unbewohnte Inselgruppe in der Qikiqtaaluk Region von Nunavut, Kanada. Sie gehören innerhalb der Königin-Elisabeth-Inseln zur Gruppe der Sverdrup-Inseln.

## Geographie
Die drei Inseln liegen nahe beieinander im Bay Fiord der Ellesmere-Insel, etwa 10 km östlich von dessen Mündung in den Eureka Sound. Die Küste der Ellesmere-Insel ist im Nordosten 4,2 km und im Süden 5,9 km entfernt. Westlich im Eureka Sound liegen Hat Island und Stor Island. Die größte der drei Inseln erreicht eine Höhe von 260 m.

## Geschichte
Die Inselgruppe wurde von Otto Sverdrup während der Zweiten Norwegischen Expedition mit der Fram benannt. Am 30. Mai 1901 bestieg er den höchsten Punkt der größten Insel. Wie die anderen von der Expedition entdeckten Inseln nahm Sverdrup Grethas Øer für Norwegen in Besitz, das seine Hoheitsrechte aber nie ausübte. Seit 1930 gehören sie zu Kanada.